# Crocidura baileyi
Crocidura baileyi је сисар из реда Soricomorpha и фамилије Soricidae.

## Угроженост
Ова врста се сматра угроженом.

## Распрострањење
Ареал врсте је ограничен на једну државу. 
Етиопија је једино познато природно станиште врсте.

## Станиште
Станишта врсте су планине и травна вегетација.